# Joseph Taylor
Joseph Hooton Taylor (Philadelphia (Pennsylvania), 29 maart 1941) is een Amerikaans astrofysicus. In 1993 deelde hij de Nobelprijs voor Natuurkunde met Russell Hulse voor hun ontdekking van een nieuw type pulsar, een ontdekking die nieuwe mogelijkheden heeft geopend voor de studie naar de zwaartekracht.

## Biografie
Taylor is de tweede zoon van Joseph Hooton Taylor Sr. en Sylvia Evens Taylor. Hij groeide op op de familie boerderij in Cinnaminson Township (New Jersey) en bezocht de Moorestown Friends School in Moorestown waar hij uitblonk in wiskunde. Hij ontving een bachelorgraad (B.A.) in de natuurkunde aan Haverford College in 1963 en een Ph.D. in de astronomie aan de Harvard-universiteit in 1968. Na een korte onderzoeksperiode bij Harvard ging hij in 1969 naar de Universiteit van Massachusetts in Amherst waar hij hoogleraar astronomie werd en associate directeur van de Five College Radio Astronomy Observatory.
Rond dezelfde tijd dat hij zijn promotie afrondde ontdekte Jocelyn Bell de eerste pulsars met een radiotelescoop nabij het Britse Cambridge. Taylor ging onmiddellijk naar de telescopen van de National Radio Astronomy Observatory in Green Bank (West-Virginia) waar hij participeerde in de ontdekking van de eerste pulsar buiten Cambridge. Vanaf dat moment werkte Taylor aan alle aspecten van de pulsar-astrofysica. In 1974 ontdekte hij samen met Hulse de eerste binaire pulsar, de PSR B1913+16, tijdens een zoektocht naar pulsars bij het Arecibo Observatorium in Puerto Rico.
Deze binaire pulsar werd door Taylor gebruikt om zeer nauwkeurige metingen te doen naar de algemene relativiteit. Samen met zijn collega Joel Weisberg gebruikte hij waarnemingen van deze specifieke pulsar om het bestaan van zwaartekrachtsgolven te bewijzen in de hoeveelheid en met de eigenschappen die eerder door Albert Einstein waren voorspeld.
In 1980 ging hij naar de Princeton-universiteit als hoogleraar natuurkunde. In 1986 werd hij er James S. McDonall Distinguished University Professor in de fysica. Sedert 2006 is hij met emeritaat.

## Erkenning
Voor zijn verdiensten in de astrofysica werd hij onderscheiden met de Heineman Prize van de American Astronomical Society (1980), de Henry Draper Medal van de National Academy of Sciences (1985), de Albert Einsteinmedaille (1991), de John J. Carty Award (1991), de Wolfprijs (1992), de Nobelprijs en de Karl Schwarzschildmedaille (1997). Hij is lid van de National Academy of Sciences (NAS), de American Philosophical Society en fellow van de American Academy of Arts and Sciences.

## Werken
- Pulsars (1977, met Richard Manchester)

- Bibsys: 90057028
- CiNii: DA02177645
- Gemeinsame Normdatei: 1025174550
- International Standard Name Identifier: 0000 0001 1044 2644
- Library of Congress Control Number: nr95004616
- Nationale Bibliotheek van Letland: 000184326
- Nationale Bibliotheek van Tsjechië: mzk2013758959
- Nationale Bibliotheek van Israël: 987007411108605171
- Nederlandse Thesaurus van Auteursnamen: 070798451
- Système universitaire de documentation: 086601652
- Virtual International Authority File: 22029540
- WorldCat: E39PBJqbhbDcRTDw3wBHwGgh73